# NGC 3449
NGC 3449 (również PGC 32666) – galaktyka spiralna z poprzeczką (SBab), znajdująca się w gwiazdozbiorze Pompy. Odkrył ją John Herschel 29 kwietnia 1834 roku.
W galaktyce tej zaobserwowano supernową SN 2012bu.